# Кавалезе
Кавалезе (італ. Cavalese) — муніципалітет в Італії, у регіоні Трентіно-Альто-Адідже,  провінція Тренто.
Кавалезе розташоване на відстані близько 500 км на північ від Рима, 37 км на північний схід від Тренто.
Населення — 4065 осіб (2014).
Щорічний фестиваль відбувається 20 січня. Покровитель — San Sebastiano.

## Демографія
Населення за роками:

Станом на 1 січня 2023 року в муніципалітеті офіційно проживало 317 іноземців з 29 країн, серед них 102 громадяни країн Євросоюзу та 31 громадянин України.

## Сусідні муніципалітети
- Карано
- Кастелло-Моліна-ді-Фіємме
- Даяно
- Тезеро
- Варена